# Сергєєв Ігор Дмитрович
Ігор Дмитрович Сергєєв (нар. 20 квітня 1938, Лисичанськ, Ворошиловградська область, УРСР — пом. 11 листопада 2006, Москва, Росія) — російський державний і військовий діяч, Герой Російської Федерації (1999), четвертий міністр оборони Російської Федерації (1997—2001), перший командувач Ракетних військ стратегічного призначення Російської Федерації, Перший і єдиний російський маршал (1997).